# پژوهشگاه علوم انسانی و مطالعات فرهنگی
پژوهشگاه علوم انسانی و مطالعات فرهنگی (نام سابق بنیاد فرهنگ ایران)، یک پژوهشگاه ملی دولتی وابسته به وزارت علوم، تحقیقات و فناوری ایران است. مأموریت این پژوهشگاه، مطالعه و تحقیق در حوزهٔ علوم انسانی و علوم فرهنگی است. این پژوهشگاه متشکل از سیزده پژوهشکده، چهار مرکز پژوهشی و دو گروه پژوهشی مستقل در حوزه‌های علوم سیاسی، تاریخ، ادبیات، فلسفه، زبانشناسی، جامعه‌شناسی، روان‌شناسی، اخلاق، ارتباطات، مطالعات اسلامی و قرآنی، دانشنامه‌نگاری، مطالعات فرهنگی و میان‌فرهنگی، اقتصاد، مدیریت، نوآوری، فناوری و رویکردهای انتقادی به علوم انسانی است.
پژوهشگاه علوم انسانی و مطالعات فرهنگی قدیمی‌ترین و بزرگ‌ترین پژوهشگاه علوم انسانی و اجتماعی در کشور ایران و خاورمیانه است. هم‌اکنون ریاست این مرکز را دکتر موسی نجفی بر عهده دارد. این پژوهشگاه صرفاً در سطوح کارشناسی ارشد و دکتری تخصصی (PhD) دانشجو می‌پذیرد. اکثر دانشمندان و استادان برجسته علوم انسانی و اجتماعی کشور از دیرباز در کارنامه خود ارتباط مؤثری با پژوهشگاه علوم انسانی و مطالعات فرهنگی داشته‌اند.

## استادان و محققان سرشناس
تعدادی از سرشناس‌ترین استادان و محققان علوم انسانی و اجتماعی کشور که هیئت علمی پژوهشگاه علوم انسانی و مطالعات فرهنگی بوده اند یا با پژوهشگاه همکاری عملی داشته اند. در ذیل به تعدادی از نامدارترین آنها اشاره شده است:
1. ژاله آموزگار
2. محسن ابوالقاسمی
3. محمدمهدی اردبیلی
4. عماد افروغ
5. فرزین بانکی
6. اشرف بروجردی
7. مهرداد بهار
8. تقی پورنامداریان
9. ناصر تکمیل همایون
10. محمدتقی راشد محصل
11. سعید زیباکلام
12. زهره زرشناس
13. علی اکبر سعیدی سیرجانی
14. فریدون شیرین‌کام
15. امید طبیب‌زاده
16. سیدحمید طبیبیان
17. مصطفی عاصی
18. نعمت‌الله فاضلی
19. عبدالحسین فرزاد
20. محمد پروین گنابادی
21. ایران کلباسی
22. کریم مجتهدی
23. یحیی مدرسی تهرانی
24. داود مهدوی‌زادگان
25. مهشید میرفخرایی
26. سیدجواد میری
27. پرویز ناتل خانلری
28. موسی نجفی
29. ابوالقاسم رادفر
30. آزیتا افراشی
31. محمدعلی سلمانی ندوشن

## تاریخچه
نام سابق پژوهشگاه علوم انسانی و مطالعات فرهنگی، بنیاد فرهنگ ایران بود و سابقه تأسیس آن به سال ۱۳۴۳ می‌رسد. این پژوهشگاه یکی از قدیمی‌ترین نهادهای علمی در ایران معاصر محسوب می‌شود. در مهرماه سال ۱۳۴۳، بنیاد فرهنگ ایران توسط فرح پهلوی به عنوان سازمانی غیرانتفاعی و با هدف پاسداشت، گسترش و پیشبرد زبان فارسی بنیان نهاده شد. بنیاد زیر ریاست فرح پهلوی قرارداشت و دکتر پرویز ناتل خانلری اولین دبیرکل آن بود. در سال ۱۳۵۱، در ذیل بنیاد فرهنگ ایران، پژوهشکده‌ای با عنوان پژوهشکده فرهنگ ایران تأسیس شد که دارای چهار رشته بود: ادبیات فارسی، زبان‌های باستانی ایران، زبان‌شناسی عمومی و تاریخ. مأموریت پژوهشکده این بود که برنامه‌های جهانی پژوهشی درخصوص زبان‌شناسی فارسی را پشتیبانی مالی نماید و دانشجویان شاخص را در رشته زبان و ادبیات فارسی بورسیه تحصیلی کند. در ابتدای این برنامه، بیش از سی پژوهشگر دارای مدرک کارشناسی در زبان و ادبیات فارسی در این پژوهشکده با روش پژوهش آشنا شدند و در شعبه‌های پژوهشی بنیاد با گرفتن کمک هزینه تحصیلی کارآموزی کردند.
پس از انقلاب اسلامی، در سال ۱۳۶۰، بنیاد فرهنگ ایران و یازده مؤسسه علمی، فرهنگی و پژوهشی دیگر شامل انجمن شاهنشاهی حکمت و فلسفه ایران، بنیاد شاهنامه فردوسی، بنیاد فرهنگ و هنر ایران، پژوهشکده علوم ارتباطی و توسعه ایران، پژوهشگاه علوم انسانی، بنیاد شاهنشاهی فرهنگستان‌های ایران (فرهنگستان ادب و هنر ایران، فرهنگستان زبان ایران و فرهنگستان علوم ایران)، مرکز اسناد فرهنگی آسیا، مرکز ایرانی تحقیقات خارجی و مرکز ایرانی مطالعه فرهنگ‌ها با یکدیگر ادغام شدند و نهادی با عنوان «مؤسسه مطالعات و تحقیقات فرهنگی» وابسته به وزارت فرهنگ و آموزش عالی وقت تشکیل شد. برخی از این نهادها با تغییراتی در عناوین خود (مانند پژوهشکده علوم ارتباطی و توسعه ایران) به شکل یکی از پژوهشکده‌های زیرمجموعه مؤسسه مطالعات و تحقیقات فرهنگی درآمدند و برخی دیگر با همان عناوین قبلی (مانند مرکز اسناد فرهنگی آسیا) به مؤسسه پیوستند. در سال ۱۳۶۹ پس از تغییر تشکیلات سازمانی، این مؤسسه با تصویب شورای گسترش آموزش عالی عنوان «پژوهشگاه» را دریافت کرد که تشکیلات سازمانی آن در خرداد ماه ۱۳۷۲ به تصویب نهایی سازمان امور اداری و استخدامی کشور رسید. در سال‌های بعد نیز نهادهایی به این مؤسسه اضافه یا از آن منشعب شدند (مثلاً انجمن حکمت و فلسفه که در سال ۱۳۶۰ به پژوهشگاه علوم انسانی افزوده شده بود، در سال ۱۳۸۰ از آن منفک شد و مجدداً استقلال یافت). در سال ۱۳۷۳ شورای عالی پژوهشگاه به منظور تأکید بر گرایش علوم انسانی و مسائل فرهنگی در تحقیقات پژوهشگاه، عنوان «پژوهشگاه علوم انسانی و مطالعات فرهنگی» را برای این نهاد پیشنهاد کرد که مورد تصویب شورای گسترش آموزش عالی قرار گرفت. در سال ۱۳۹۷ بنیاد دانشنامه نگاری ایران نیز در پژوهشگاه علوم انسانی و مطالعات فرهنگی ادغام شد و تبدیل به یکی از پژوهشکده‌های پژوهشگاه (پژوهشکده دانشنامه نگاری) شد. در حال حاضر پژوهشگاه علوم انسانی و مطالعات فرهنگی متشکل از سیزده پژوهشکده، چهار مرکز پژوهشی و دو گروه پژوهشی مستقل است.

## پژوهشکده‌ها
در حال حاضر این پژوهشگاه دارای 13 پژوهشکده به شرح زیر است:
1. پژوهشکده زبان و ادبیات
2. پژوهشکده زبان‌شناسی
3. پژوهشکده تاریخ ایران
4. پژوهشکده علوم اجتماعی
5. پژوهشکده اقتصاد
6. پژوهشکده فلسفه
7. پژوهشکده اندیشه سیاسی، انقلاب و تمدن اسلامی
8. پژوهشکده مطالعات قرآنی
9. پژوهشکده اخلاق و تربیت
10. پژوهشکده مطالعات سیاسی، بین المللی و حقوقی
11. پژوهشکده مطالعات فرهنگی و ارتباطات
12. پژوهشکده دانشنامه‌نگاری[۳]
13. پژوهشکده تاریخ و فلسفه علم[۴]

## مراکز پژوهشی

### مرکز اسناد فرهنگی آسیا
مرکز اسناد فرهنگی آسیا (Asian Cultural Documentation Center for UNESCO) به منظور شناساندن میراث فرهنگی و معرفی و ترویج فرهنگ کشورهای آسیایی به یکدیگر و به جهانیان و گسترش تعامل علمی، فرهنگی و هنری میان کشورهای آسیایی فعالیت می‌کند. این مرکز موظف به گردآوری، طبقه‌بندی و انتشار اطلاعات مربوط به اسناد و مدارک فرهنگی و تشویق و کمک به پژوهشها و بررسی‌های فرهنگی ملل آسیایی و تربیت پژوهشگر در این زمینه و همچنین گسترش تفاهم فرهنگی میان ملل است.
مقدمات تأسیس مرکز اسناد فرهنگی آسیا به کنفرانس بین‌الدولی که در زمینه سیاست‌های فرهنگی در سال ۱۹۷۳ در جاکارتای اندونزی از سوی یونسکو برگزار شده بود، بازمی‌گردد. مرکز اسناد فرهنگی آسیا در چهارم تیرماه سال ۱۳۵۶ به عنوان مرکزی مستقل و غیرانتفاعی که بودجه آن از سوی وزارت فرهنگ و هنر وقت تأمین می‌شد، تأسیس گردید. پس از انقلاب اسلامی در سال ۱۳۵۷ مرکز زیر نظر مرکز مطالعات و هماهنگی فرهنگی (دبیرخانه شورای عالی فرهنگ و هنر سابق) درآمد. تا اینکه در ۲۶ آذرماه ۱۳۶۰ براساس مصوبه هیئت وزیران مرکز اسناد فرهنگی آسیا در مؤسسه مطالعات و تحقیقات فرهنگی (پژوهشگاه علوم انسانی و مطالعات فرهنگی فعلی) ادغام شد.

### مرکز تحقیقات امام علی
شناسایی و عرضه ابعاد اجتماعی سیره نظری و عملی امام علی به جامعه بشری به‌منظور حرکت به سوی جامعه علوی، از اهداف تأسیس این مرکز است.

### مرکز نقد و اعتلای علوم انسانی
طرح اعتلا، مجموعه پروژه‌هایی به هم‌پیوسته، مرتبط با یکدیگر و مسئله محور است که با پشتوانهٔ بهره‌گیری از مطالعات جهانی و ملی و به صورت شبکه‌ای محصول گرا و هم‌افزایانه طراحی شده است. هدف این طرح افزایش کارایی و بالندگی علوم انسانی در کشور و کمک به ایفای نقش مؤثر این علوم در گشودن افق‌های توسعه و پیشرفت کشور و ترسیم پایه‌های تمدنی آینده ایران است.
شورای بررسی متون و کتب علوم انسانی در سال ۱۳۷۴ به منظور کمک به توسعه علوم انسانی، آگاهی مجامع علمی، برنامه‌ریزان آموزشی و فرهنگی، استادان و دانشجویان از کیفیت متون منتشر شده در حوزه علوم انسانی به ویژه متون درسی و کمک درسی دانشگاهی، تأسیس شد.
هدف کلی این شورا، نقد و بررسی متون و کتب رشته‌های علوم انسانی است، تا از نکات مثبت و منفی آنها مطلع شده و در بهبود امتیازات و رفع نواقص و ایرادات موجود در آن متون بکوشد و از این طریق برای بهبود کمی - کیفی و علمی - ارزشی منابع درسی علوم انسانی اقدام نماید. در این مسیر، کتب نمونه موجود در دروس رشته‌ها را تشویق و ترویج می‌نماید و الگوهایی را برای تدوین کتب به منظور رفع خلاء موجود در دروس رشته‌ها، به فراخور هدف و جایگاه آن درس در بدنه رشته مربوط ارائه می‌نماید.

### مرکز نوآوری و توسعه فناوری
مرکز پژوهشی نوآوری و توسعه فناوری پژوهشگاه علوم انسانی و مطالعات فرهنگی در سال ۱۳۹۹ تأسیس شد. برخی از اصلی‌ترین مأموریت‌های این مرکز عبارتند از:
1. ایجاد هسته‌های پژوهشی، شبکه‌سازی و انسجام بخشی به فعالیت‌های نوآورانه در حوزه‌های علوم انسانی و فرهنگ کشور
2. فرهنگ‌سازی و ترویج مباحث خلاقیت، نوآوری و کارآفرینی در پژوهشگاه و جامعه علوم انسانی و فرهنگ کشور
3. شکل‌دهی و حمایت از هسته‌های نوآوری، کارآفرینی و توسعهٔ فناوری؛ و پیش شتاب‌دهی و شتاب‌دهی تیم‌های استارتاپی
4. برگزاری نشست‌ها، دوره‌ها و کارگاه‌ها، مدرسه‌های تابستانی و سایر رویدادهای تخصصی حوزه نوآوری و کارآفرینی

## گروه‌های پژوهشی مستقل
در حال حاضر این پژوهشگاه دارای 3 گروه پژوهشی مستقل به شرح زیر است:
1. گروه پژوهشی مدیریت
2. گروه پژوهشی مطالعات میان‌فرهنگی معاصر
3. گروه مطالعات راهبردی سیاست و امنیت [۵]

## تحصیلات تکمیلی
پژوهشگاه از سال ۱۳۶۸ اقدام به ایجاد و برگزاری دوره‌های تحصیلی در کنار کار اصلی پژوهشی خویش کرده است و امروزه با بیش از ۳۰ سال سابقه فعالیت در اجرای دوره‌های تحصیلات تکمیلی، موفق به راه اندازی ۱۲ رشته در مقطع کارشناسی ارشد و ۱۰ رشته در مقطع دکتری تخصصی شده است. برای اولین بار در سال ۱۳۶۸ رشته‌های زبان و ادبیات فارسی، تاریخ ایران دوره اسلامی و زبانشناسی همگانی در مقطع کارشناسی ارشد در پژوهشگاه راه اندازی شد. سال ۱۳۷۶ نیز با تأسیس رشته علوم سیاسی، سرآغاز راه‌اندازی دوره‌های دکتری تخصصی در پژوهشگاه شد.
رشته‌های مقطع کارشناسی ارشد: زبان و ادبیات فارسی / زبانشناسی همگانی / تاریخ ایران اسلامی / فرهنگ و زبانهای باستانی / ادیان و عرفان / فلسفه غرب / فلسفه و کلام اسلامی / زبان و ادبیات عرب / علوم اقتصادی / پژوهش علوم اجتماع / دین و رسانه / مدیریت رسانه
رشته‌های مقطع دکتری: علوم سیاسی / زبان‌شناسی همگانی / فرهنگ و زبانهای باستانی / زبان و ادبیات فارسی / فلسفه علم و فناوری / تاریخ علم دوره اسلامی / انقلاب و تمدن اسلامی / تاریخ ایران بعد از اسلام / حکمت متعالیه / فلسفه دین
براساس آمار مربوط به سال ۱۳۹۳، طی ۲۵ سال، ۱۱۸۴ نفر دانشجو در ۲۰ رشته مختلف علوم انسانی در پژوهشگاه پذیرفته شده‌اند. تولید دانش و انتشار بیش از ۶۰۰ اثر علمی ـ پژوهشی و پایان‌نامه در رشته‌های تخصصی و تربیت بیش از ۷۷۰ دانش‌آموخته و پژوهشگر از افتخارات پژوهشگاه در این حوزه است.

## مجلات
پژوهشگاه علوم انسانی و مطالعات فرهنگی دارای بیش از بیست مجله در زمینه علوم انسانی با امتیاز علمی پژوهشی از وزارت علوم، تحقیقات و فناوری است که آماری منحصر به فرد محسوب می‌شود:
ـ نشریه پژوهش نامه انتقادی متون و برنامه‌های علوم انسانی: بررسی و نقد منابع، برنامه‌های آموزشی و پژوهشی و شیوه‌های اجرایی برنامه‌های علوم انسانی
ـ نشریه تحقیقات تاریخ اقتصادی ایران: پژوهش‌هایی در حوزه تاریخ اقتصادی در ایران
ـ نشریه آفاق الحضاره الاسلامیه: به زبان عربی و در زمینه پژوهش در علوم اسلامی اعم از کلام، فقه و تاریخ اسلامی
ـ نشریه جستارهای تاریخی: پژوهش‌هایی در حوزه تاریخ ایران با اولویت تاریخ فرهنگی
ـ نشریه پژوهش‌های علم و دین: پژوهش در حوزه‌های مطالعاتی مرتبط با علم و دین
ـ نشریه ادبیات پارسی معاصر: تحقیقات ادبی معاصر، پژوهش در متون نظم و نثر معاصر اعم از داستان، شعر و طنز، نظریه‌های ادبی و ادبیات تطبیقی در ارتباط با جهان معاصر
ـ نشریه منطق پژوهی: پژوهش در موضوعات منطق قدیم، منطق جدید، فلسفه منطق، منطق تطبیقی
ـ نشریه بررسی مسائل اقتصاد ایران: مطالعات در مسائل و سیاست های اقتصاد ایران
ـ نشریه حکمت معاصر: پژوهش در موضوعات فلسفه، کلام و عرفان اسلامی معاصر
ـ نشریه کهن نامه ادب پارسی: پژوهش در متون نظم و نثر کهن، تصحیح متون، نقد و بررسی متون و نقد ادبی ادبیات پارسی
ـ نشریه تحقیقات تاریخ اجتماعی: پژوهش در موضوعات اجتماعی با نگاه تاریخی
ـ نشریه زبان شناخت: پژوهش در خصوص زبان‌شناسی تاریخی و همگانی
ـ نشریه تفکر و کودک: پژوهش‌های مرتبط با فکر پروری و خلاقیت در کودکان
ـ نشریه غرب‌شناسی بنیادی: پژوهش در موضوعات اساسی فلسفه غرب
ـ نشریه پژوهش نامه زنان: پژوهش در محورهای سیاست، فرهنگ و اقتصاد در موضوع منزلت زن
ـ نشریه پژوهش‌نامه علوی: پژوهش در خصوص فرهنگ و معارف علوی
ـ نشریه جامعه پژوهی فرهنگی: پژوهش در موضوعات جامعه‌شناسی، انسان‌شناسی و روان‌شناسی اجتماعی با رویکرد فرهنگی
ـ نشریه مطالعات بین رشته ای در رسانه و فرهنگ: پژوهش در خصوص نقش رسانه در فرهنگ سازی و تأثیر و تأثر متقابل
ـ نشریه فلسفه علم: پژوهش‌هایی در فلسفه علم با تأکید بررسی مبانی نظری علم در ایران
ـ نشریه جستارهای سیاسی معاصر: پژوهش‌های مرتبط با سیاست نظری و عملی و اندیشه سیاسی در اسلام
. نشریه مطالعات قرآنی و فرهنگ اسلامی:  پژوهش های معطوف به تاریخ، زبان و فرهنگ قرآن کریم
. نشریه مطالعات فرهنگ و هنر آسیا: مطالعات بین رشته‌ای و فرارشته ای در تاریخ، ادبیات، هنر، معماری، نقاشی، موسیقی، سینما و هنرهای نمایشی، هنرهای تجسمی و تزئینی، صنایع دستی.
. نشریه پژوهش‌های بین‌رشته‌ای ادبی: مطالعات بنیادین در رابطه با ادبیات و پژوهش‌های میان رشته‌ای
. نشریه اقتصاد و تجارت نوین: مطالعات در بخش های حقیقی و مالی اقتصاد، بازارها، نهادها و ابزارهای آن با تأکید بر نظریه‌ها، کاربردها و مدل‌های جدید
. نشریه سیایت کاربردی

## کتابخانه‌ها
کتابخانه مرکزی پژوهشگاه در ساختمان اصلی آن قرار دارد، این کتابخانه در سال ۱۳۶۱ از ادغام چندین مجموعه دیگر شکل گرفته است و هم‌اکنون یکی از غنی‌ترین مجموعه‌ها در زمینه علوم انسانی کشور را در اختیار دارد. مجموعه این کتابخانه بالغ بر ۱۰۰ هزار جلد کتاب است که حدود ۴۵ هزار جلد از کتابها به زبان‌های فارسی و ترکی و حدود ۵۵ هزار جلد نیز به زبان‌های انگلیسی، فرانسه، آلمانی، روسی و سایر زبانهاست. این کتابخانه همچنین آرشیوی بالغ بر ۵۰ هزار نسخه از نشریات فارسی، انگلیسی و فرانسه را نیز در اختیار دارد که در قالب ۸۰۳ عنوان نشریه فارسی و ۳۸۵ عنوان نشریه ادواری انگلیسی و فرانسوی قرار دارند. همچنین بیش از ۱۰۰۰ عنوان پایان‌نامه کارشناسی ارشد و دکتری و تعداد محدودی عکس نسخ خطی و تعدادی لوح فشرده و نقشه نیز در این کتابخانه موجود است. استفاده از منابع کتابخانه برای تمامی پژوهشگران و دانشجویان آزاد است. اعضای هیئت علمی، پژوهشگران، کارمندان و دانشجویان پژوهشگاه نیز می‌توانند طبق ضوابط مصوب کتاب را امانت بگیرند. همچنین متخصصان، پژوهشگران و دانشجویان علوم انسانی سراسر کشور می‌توانند از طریق خدمات مرجع الکترونیکی کتابخانه با همکاران کتابخانه در ارتباط بوده و اطلاعات خود را به دست آورند.
علاوه بر کتابخانه مرکزی، کتابخانه استاد مینوی نیز از جمله بخش‌های وابسته به پژوهشگاه هست که وقف شادروان استاد مجتبی مینوی است و در خیابان شریعتی قرار دارد. مجموعه این کتابخانه بالغ بر ۲۰ هزار جلد کتاب به زبان‌های مختلف و در حوزه ایرانشناسی و فرهنگ است.
همچنین کتابخانه مرحوم دانش‌پژوه که در طبقه دوم ساختمان مینوی قرار دارد بالغ بر ۴۵۰۰ عنوان کتاب به زبانهای مختلف موجود دارد. قابل ذکر است تمامی منابع موجود در این کتابخانه از طریق اینترنت قابل جستجو هستند.

## انتشارات
انتشارات پژوهشگاه با هدف تولید و توزیع کتاب و انتشار آثار محققان داخل و خارج پژوهشگاه فعالیت می‌کند. ظرفیت چاپ کتاب در پژوهشگاه سالانه بیش از ۶۰ عنوان کتاب است. تاکنون بیش از ۷۰۰ عنوان کتاب توسط این انتشارات منتشر شده است. انتشارات پژوهشگاه طی دهه‌های اخیر به انتشار آثار استادان و پژوهشگران پژوهشگاه و دانشوران و اعضای هیئت علمی غیر عضو پژوهشگاه اقدام می‌کند. طی نیم قرن گذشته بسیاری از آثار برجسته علوم انسانی کشور توسط انتشارات پژوهشگاه یا مؤسساتی که در آن ادغام شده‌اند منتشر شده است. از آن جمله می‌توان به موارد زیر اشاره کرد:

## پرتال جامع علوم انسانی
پرتال جامع علوم انسانی به آدرس www.ensani.ir به منظور ایجاد مرکزی برای دسترسی و هم افزایی فعالیت‌های علمی و پژوهشی در حوزه علوم انسانی با اهداف ذیل آغاز به کار نموده است:
- ایجاد بانک اطلاعات جامع و روزآمد مقالات، با دسترسی آسان، رویه یکسان و رفع محدودیت‌های شکلی، زمانی و سازمانی موجود.
- معرفی تخصصی پژوهشگران و استادان در حوزه‌های تخصصی علوم انسانی جهت تقویت حقوق معنوی.
- فراهم نمودن بستری برای جریان‌سازی و مدیریت محتوای علوم انسانی جهت جلوگیری از تضییع منابع مادی و معنوی جامعه علمی کشور در روندهای تکراری و کلیشه ای کنونی.
- ایجاد زمینه مساعد برای بومی سازی علوم انسانی در کشور.
وجه تمایز پرتال جامع علوم انسانی با سایر پایگاه داده‌های مشابه، دسته‌بندی موضوعی داده‌های علمی در آن است که در قالب بیش از ۳۲۰۰ موضوع، حوزه‌های مختلف علوم انسانی را شامل می‌شود. مزیت دیگر پرتال جامع علوم انسانی دسترسی آسان و رایگان مخاطبان به منابع پرتال جامع علوم انسانی است.
در حال حاضر پرتال جامع علوم انسانی با بیش از ۴۰۶ هزار داده علمی تمام متن در خدمت جامعه علمی کشور است.

## شبکه نخبگان علوم انسانی
شبکه نخبگان علوم انسانی در زمان مدیریت دکتر صادق آئینه‌وند راه‌اندازی شد. هم‌اکنون شبکه نخبگان در تمام کشور عضو دارد و بسیاری از استادان و محققان سرشناس علوم انسانی و اجتماعی کشور با آن همکاری دارند.